# Boog & Elliot 3 – Cirkusvänner
Boog & Elliot 3 – Cirkusvänner är en amerikansk animerad film från 2010 och efterföljaren till filmen Boog & Elliot 2 – Vilda vänner mot husdjuren.

## Rollista
| Roll                     | Engelsk röst                               | Art                                       |
| ------------------------ | ------------------------------------------ | ----------------------------------------- |
| Boog                     | Matthew J. Munn                            | Grizzlybjörn                              |
| Doug                     | Matthew J. Munn                            | Grizzlybjörn                              |
| Elliot                   | Maddie Taylor (krediterad som Matt Taylor) | Åsnehjort                                 |
| Deni                     | Maddie Taylor (krediterad som Matt Taylor) | Gräsand, Serges lillebror                 |
| Buddy                    | Maddie Taylor (krediterad som Matt Taylor) | Blått amerikanskt piggsvin                |
| Ian                      | Maddie Taylor (krediterad som Matt Taylor) | Åsnehjort, alfahjort                      |
| Reilly                   | Maddie Taylor (krediterad som Matt Taylor) | Nordamerikansk bäver                      |
| Giselle                  | Melissa Sturm                              | Åsnehjort, hind                           |
| Ursa                     | Melissa Sturm                              | Rysk brunbjörn                            |
| Gisela                   | Karley Scott Collins                       | Åsnehjort, kalv                           |
| Giselita                 | Ciara Bravo                                | Åsnehjort, kalv                           |
| Elvis                    | Harrison Fahn                              | Åsnehjort, kalv                           |
| Alistair                 | Dana Snyder                                | Argentinsk kamelid (lamadjur)             |
| McSquizzy                | André Sogliuzzo                            | Östlig gråekorre                          |
| Herr Wiener (Mr. Weenie) | Cody Cameron                               | Hund (svart tax)                          |
| Nate                     | Cody Cameron                               | Hund (Old English Sheepdog)               |
| Serge                    | Danny Mann                                 | Gräsand, Denis storebror                  |
| Fifi                     | Crispin Glover                             | Hund (vit toy-pudel eller bichon frisé)   |
| Roberto                  | Steve Schirripa                            | Hund (basset-hound)                       |
| Stanley                  | Fred Stoller                               | Katt (tabbymönstrad American curl)        |
| Roger                    | Sean P. Mullen                             | Katt (svartfläckig Turkish van, odd-eyed) |
| Bobbie                   | Georgia Engel                              | Människa, Wieners ägarinna                |
| Bob                      | –                                          | Människa, Bobbies make                    |
| Rosie                    | Nika Futterman                             | Strimmig skunk, Marias tvilling           |
| Maria                    | Michelle Murdocca                          | Strimmig skunk, Rosies tvilling           |
| Earl                     | Jeff Bennett                               | Människa, jägare                          |